# La Grange des Pères
La Grange des Pères est un domaine viticole situé dans la vallée de Gassac sur la commune d'Aniane dans le département de l'Hérault. Ses vins sont classés en IGP vins de pays de l'Hérault, en raison de l'encépagement qui comprend sur le domaine des variétés étrangères à celles retenues dans les appellations coteaux-du-languedoc et terrasses-du-larzac.

## Histoire
L’histoire de La Grange des Pères remonte à la fin des années 80 lorsque Laurent Vaillé, tout juste diplômé de ses études de kinésithérapie, change de voie et reprend avec son frère Bernard la petite exploitation de son père, céréalier et producteur de vin pour une coopérative. Laurent Vaillé obtient son BTS viticulture-œnologie à Montpellier, puis complète sa formation par une série de stages dans plusieurs domaines, avec Eloi Dürrbach au domaine de Trevallon (Bouches-du-Rhône), Jean-François Coche-Dury (en) à Meursault (Côte-d'Or), Jacques Reynaud du Château Rayas (Châteauneuf-du-Pape) ou encore chez Gérard Chave en Hermitage (Drôme),.
Pour son premier millésime, Laurent Vaillé obtient de la part de Robert Parker la note de 90/100 avec son rouge 1992. La revue Terre de Vigne lui réserve également un accueil favorable ainsi que La Revue du vin de France. En décembre 2019 lors d'une vente aux enchères, une bouteille de ce même vin est vendue pour la somme record de 5 219 €,.
En 2016, le collectionneur de vins rares François Audouze apporte son évaluation sur le rouge 1995, en notant « un parfum raffiné à l’ouverture de la bouteille pour un vin franc au beau fruit rouge clair, tout en étant fluide avec un caractère de velours » et « un petit manque de matière ».
Laurent Vaillé met brutalement fin à ses jours le 30 avril 2021 à l'âge de 57 ans,,,,.

## Production
En 2020, la production annuelle moyenne du domaine s’élève à 30 000 bouteilles de rouge et 5 000 bouteilles de blanc[réf. nécessaire], pour un vignoble réparti sur 13 hectares en cépages rouges et 2 hectares de blancs, le tout divisé en petites parcelles éparpillées entre plusieurs terroirs sur un sol argilo-calcaire. Les cépages blancs, situés à une altitude de 300 mètres environ, sont surtout plantés sur un sol calcaire sur le massif de l’Arboussas. Pour les rouges, les mourvèdres sont également plantés sur du calcaire, alors que les syrahs se trouvent sur des galets roulés, typiques de ce secteur des Terrasses du Larzac.
Le vin rouge est aujourd’hui composé principalement de syrah et mourvèdre, à hauteur de 35 à 40 % chacun, auxquels s’ajoutent le cabernet sauvignon, la counoise et le petit verdot (depuis 2006). Le vin blanc est un assemblage de roussanne (à 80 %), marsanne (environ 15 %) et gros manseng pour le reste. Le chardonnay, présent jusqu’en 2008, a été remplacé en volume par la roussanne.
Laurent Vaillé vinifie séparément les différents terroirs. Il laisse son vin en élevage durant 24 mois en barriques de chêne de 600 litres (demi-muids), avec un tiers de bois neuf. Il utilise uniquement des levures indigènes, leur laissant ainsi le temps de faire leur travail. Ce n’est qu’au moment de l’assemblage que les vins issus des différents terroirs sont réunis.

## Histoire du terroir
Le terroir viticole de la commune, situé à proximité de deux abbayes datant de l'empire carolingien, l'Abbaye de Saint-Guilhem-le-Désert et l'Abbaye Saint-Benoît d'Aniane, dont les moines relancèrent la culture de la vigne, permet d'obtenir des vins de grande qualité issus d'une tradition millénaire. Sa diversité offre une gamme étendue allant du vin de pays aux vins en appellation d'origine contrôlée terrasses-du-larzac ou coteaux-du-languedoc.
L'implantation, au début des années 1970, du Mas de Daumas Gassac donne à ce terroir une renommée internationale. Pourtant au tournant des années 2000, la tentative du groupe californien Mondavi de s'implanter sur le territoire de la commune se solde par un échec face au refus de la population,,.

#### Internet
- (en) « Domaine de la Grange des Peres - Winery Information Page », sur Wine-searcher.

#### Presse
- Laetitia Clavreul, « De si grands petits vins », Le Monde.fr,‎ 23 septembre 2006 (lire en ligne).
- Emmanuel Tresmontant, « Les vignerons de légende », ParisMatch.com,‎ 28 novembre 2017 (lire en ligne).
- Christophe Gaillard et Nathalie Lamoureux, « Trouvailles et retrouvailles en Languedoc », Le Point,‎ 23 octobre 2009 (lire en ligne).
- Jean-Emmanuel Simond, « Vins du Languedoc : Les 3 premiers crus classés », La Revue du vin de France,‎ décembre 2013 (lire en ligne).
- Eliott Leroy, « Les 9 vins à goûter une fois dans sa vie », sur Ouest-France (Vin & Champagne - Le mag).
- (en) « What’s up, Languedoc? », The Drinks Business,‎ 26 juillet 2016 (lire en ligne).
- (en) Victoria Moore, « Why Domaine de la Grange des Pères Rouge 2013 is already a collector's item », The Telegraph,‎ 26 septembre 2016 (ISSN 0307-1235, lire en ligne).
- (en) James Lawther, « Producer profile: Domaine de la Grange des Pères », Decanter,‎ 24 mars 2020 (lire en ligne).

#### Vidéos
- [vidéo] « Vendanges à La Grange des Pères »Laurent Maillefer sur Lotel du Vin, 2013, 10 min.
- [vidéo] « La Grange des Pères »Obiwine Studio sur Un Verre de Terroir, 2011, 14 min.
- [vidéo] « La Grange des Pères, rencontre avec Laurent Vaillé » sur Le Vin Devant Soi, juin 2011, 11 min.